# Cámaras de Reunión
Las Cámaras de Reunión (Chambres des Réunions) fueron cámaras instituidas, entre 1680 y 1683, por Luis XIV de Francia en los territorios cedidos a Francia por los tratados de Westfalia, Aquisgrán y Nimega para determinar los límites de estos territorios, que no estaban claramente establecidos en los tratados.

## Política de «Reuniones» de Luis XIV
Los tratados de Westfalia (1648), Aquisgrán (1668) y Nimega (1678) habían cedido a Francia un gran número de territorios «con sus dependencias». Las cláusulas poco claras de estos tratados permitieron a Luis XIV reanudar su política expansionista. Para ello, en una interpretación de los tratados, instauró en los parlamentos y consejos de Metz, Besanzón y Breisach unas cámaras «de reunión» con el objetivo determinar cuáles eran las dependencias de estos territorios cedidos y reunirlos para la Corona.
Estas cámaras reclamaron para Francia cualquier territorio que hubiera tenido algún vínculo de dependencia en alguna ocasión, por antiguo que fuera, con los cedidos en los tratados. De esta forma, Luis XIV se apoderó de numerosas ciudades y señoríos, así como de los ducados de Veldenz y Dos Puentes, de los principados de Saarbrücken, Sarrewerden y Montbéliard, de las ciudades de Courtrai, Dixmuda y Luxemburgo.
En 1682 se formó una alianza entre España y el Imperio con el fin de contener la expansión francesa. Pero, ante la amenaza otomana en el este y la invasión de los Países Bajos españoles por Francia, ambos países tuvieron finalmente que ceder y firmar en 1684 la Tregua de Ratisbona.